# George Enescu Festival
Le George Enescu Festival, (en roumain : Festivalul „George Enescu”, litt. en français : Festival George Enescu, Festival Georges Enesco, également connu sous le nom de Festival et concours international Georges Enesco), organisé en l'honneur du célèbre compositeur roumain George Enescu, est le plus grand festival de musique classique et concours international classique organisé en Roumanie et l'un des plus importants d'Europe de l'Est.
Les concerts ont lieu dans plusieurs villes, notamment Bucarest, Iași, Brașov, Cluj, Timișoara, Bacău, Ploiești et Sibiu.

## Histoire
Le proche associé d'Enescu, George Georgescu, organise le premier festival en 1958 ; les faits saillants comprenaient une interprétation du Concerto pour deux violons de Bach avec Yehudi Menuhin et David Oïstrakh en tant que solistes et une mise en scène de l'unique opéra d'Enescu, Œdipe, sous la direction de Constantin Silvestri.
Jusqu'en 1979, il a une fréquence régulière, tous les trois ans. Lors des cinq premières éditions, le festival est accompagné d'un concours international. Le concours reprend lors de la douzième édition, en 1991.

### Éditions

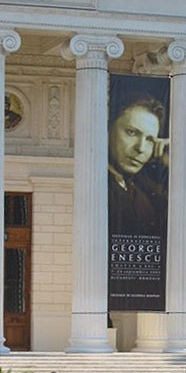
Affiche du festival, édition 2005.

- 1958 (première)
- 1961 (deuxième)
- 1964 (troisième)
- 1967 (quatrième)
- 1970 (cinquième)
- 1973 (sixième)
- 1976 (septième)
- 1979 (huitième)
- 1981 (neuvième)
- 1985 (dixième)
- 1988 (onzième)
- 1991 (douzième)
- 1995 (treizième)
- 1998 (quatorzième)
- 2001 (XVe)
- 2003 (XVIe)
- 2005 (XVIIe)
- 2007 (dix-huitième)
- 2009 (dix-neuvième)
- 2011 (vingtième)
- 2013 (XXIe)
- 2015 (XXIIe)
- 2017 (XXIIIe)
- 2019 (XXIVe)
- 2022 (vingt-cinquième)

## Ouverture
Le jour de l'ouverture officielle du Festival Enescu a eu lieu le 4 septembre 1958, trois ans seulement après la mort de George Enescu. Parmi les personnalités du monde de la musique présentes pour cette première édition du festival figuraient des interprètes tels que David Oïstrakh, Halina Czerny-Stefańska, Nadia Boulanger, Monique Haas, Iakov Zak et Claudio Arrau, ainsi que des chefs d'orchestre tels que Sir John Barbirolli, Carlo Felice Cillario et Carlo Zecchi. Le 22 septembre de la même année, la première nationale de la tragédie lyrique de George Enescu Œdipe a eu lieu, mettant en vedette un jeune David Ohanesian dans le rôle principal. Ce rôle allait jalonner la suite de sa carrière de soliste (direction : Constantin Silvestri, mise en scène Jean Ranzescu, décors : Roland Laub).